# Gregorio II de Constantinopla
Gregorio II de Constantinopla o de Chipre (Lapta, en la actual República Turca del Norte de Chipre, 1241 - 1290) fue un patriarca de Constantinopla desde el 28 de marzo de 1283 a junio de 1289.

## Biografía
Nacido en 1241 en Λάπηθος / Lapithos, actual Lapta, en el norte actualmente turco de Chipre, fue bautizado con el nombre de Jorge por sus padres, de origen noble y medianos recursos económicos. Siendo aún adolescente viajó a Nicosia para iniciar sus estudios, pero, insatisfecho con el escaso nivel de instrucción griega que allí se daba, frecuentó la escuela latina creada tras la llegada de los cruzados a la isla. A pesar de su falta de destreza en el uso del latín, hizo algunos progresos y, decidido a proseguir su enseñanza, partió a Palestina y luego a Anaea (Anatolia) para luego posar en Éfeso, donde no logró ser admitido en la escuela monacal de Nicéforo Blemmidas. Marchó entonces a Nicea, donde Miguel VIII Paleólogo preparaba la reconquista de Constantinopla, y lo siguió a Tracia sin obtener la beca que esperaba. Vuelto por tanto a Nicea, sobrevivió algún tiempo en condiciones míseras. Al fin, en 1264, pudo llegar a la recién reconquistada Constantinopla y fue admitido en la escuela fundada por el gran logoteta Jorge Acropolita, que fue su maestro, y permaneció allí siete años. Convertido en profesor él mismo, tuvo entre otros alumnos a futuros altos dignatarios del gobierno, como el gran logoteta Teodoro Muzalon y Nicéforo Chumnos.
Después de que las iglesias latinas católicas y ortodoxas griegas proclamaran su unión en 1274 en el II Concilio de Lyon, más por motivos políticos que teológicos, y a la cual se había avenido Gregorio mientras fue emperador Miguel III y patriarca Juan XI Beco, ambos prounionistas, al advenir el imperio de Andrónico II y ser elegido Jorge patriarca de Constantinopla el 28 de marzo de 1283 con el nombre de Gregorio II tras el fallecimiento de su efímero predecesor José I, se negó a admitir la cláusula filioque añadida al credo de Nicea por los católicos romanos y escribió contra ella una Exposición de la fe del creyente contra Beco / Ἔκθεσις τοῦ Τόμου τῆς πίστεως κατὰ τοῦ Βέκκου (ΡG CLXII, 233-246) cuyo credo fue adoptado oficialmente por el concilio de Blanquerna de 1285. No obstante, en los años que siguieron a la formulación de esta doctrina, hubo movimientos de contestación no tanto motivados por cuestiones teológicas como por desavenencias personales que fueron ganando importancia tras una desafortunada defensa de su posición (distinción de la «esencia» y de las «energías» de Dios padre «manifestación» eterna del Espíritu Santo διὰ τοῦ Υἱοῦ / «por» el Hijo) por parte de uno de sus discípulos, el monje Marcos, que tendía a identificarla con la del patriarca Beco. Un argumentario titulado Homologia no hizo más que agravar más esta división. Es más, su patriarcado estuvo además agitado por el cisma causado por los partidarios de Arsenio Autoriano, que se habían reavivado con el efímero retorno de José I al patriarcado. Intentó solucionar el cisma convocando un sínodo en Edremit, pero las disensiones se acentuaron aún más. Finalmente, Gregorio se vio obligado a dimitir en junio de 1289 y fue sustituido por Atanasio I de Constantinopla. Retirado a un monasterio, falleció el año siguiente (1290).
Aparte de su obra teológica, escribió una colección de proverbios y su autobiografía y falleció en 1290. La mayor parte de sus obras puede encontrarse en el tomo CXLII de la Patrologia Graeca de Migne.

## Obras
- Ἔκθεσις τοῦ Τόμου τῆς πίστεως κατὰ τοῦ Βέκκου (ΡG 142, 233-246), traducido al latín como Expositio Fidei adversus Beccum, obra que condujo al conflicto que terminó con su renuncia.
- Ἀπολογία πρὸς τὴν κατὰ τοῦ Τόμου μέμψιν ἰσχυροτάτη (ΡG 142, 251-270), traducida al latín como Responsio validissima ad Expositionis Censuram.
- Ὁμολογία... (ΡG 142, 247-252), traducido al latín como Confessio Fidei
- Πιττακὸν πρὸς τὸν βασιλέα Ἀνδρόνικον Παλαιολόγον (ΡG 142, 267-269), carta al emperador Andrónico Paleólogo.
- Περὶ τῆς ἐκπορεύσεως τοῦ Ἁγίου Πνεύματος (ΡG 142, 269-300)
- Ἐγκώμιον εἰς τὴν Θάλασσαν, en latín Encomium Maris.
- Proverbia y Sententiae
- Λόγος εἰς τὸν ἅγιον καὶ μεγαλομάρτυπα καὶ τροπαιοφόρον Γεώργιον, en latín Oratio in honorem Sancti Georgii Magni Martyris ac Victoris.
- Encomium Georgii Logothetae Acropolitae
- Vita Georgii Cyprii.